# 50
50. је била проста година.

## Догађаји
- Википедија:Непознат датум — Римљани основали град Londinium, данашњи Лондон.

- Становништво Рима достиже број од 1 милион људи

- Цар Клаудије је усвојио Агрипининог сина Луција Домиција Ахенобарба под именом Нерон и поставио га за свог наследника
- Војска Ордовика под Каратаком је поражена од римских легија у бици код Каер Карадока
- Лондиниум (модерни Лондон) постаје главни град провинције Британије уместо Колчестера
- Келн добија статус града
- Почиње сеоба Алана у источну Европу.